# 辻本嘉三郎
辻本 嘉三郎（つじもと かさぶろう、1874年 - 1949年） は、日本の実業家。辻本商店株式会社の創業者。本姓は村岡。

## 経歴
村岡家の三男として生まれる。村岡家は大阪天満で乾物問屋を営んでいた。その後、後継者のいない親戚、辻本家に養子として向かい入れられる。また朝鮮半島での食料品市場を開設するに際して、韓国財政顧問である目賀田種太郎男爵や天満市場より推挙され、京城府（現在のソウル）に移住する。
現地では私設市場を設立し南大門市場にて、辻本商店株式会社を設立する。その後、同社は味の素やアサヒビール、カルピス、雪印など30数社の大手企業と特約店契約を結んだ。同社は朝鮮半島で、最大規模の食料品卸売・小売会社にまで成長するとともに、販路を満州にまで広げ、辻本は朝鮮食料品界の王者と称された。支店は大阪、清華、平壌に設立された。
辻本は、京城商工組合連合会会長や京城食料品道商組合長、朝鮮貯蓄銀行取締役、朝日醸造取締役、京城食堂取締役、京仁商船取締役、朝鮮水産販売取締役、朝鮮中央米油取締役などを歴任するなど、韓国の経済界に影響力を持った。他にも、朝鮮製錬の発起人や京城証券信託の創設に携わった。また、京城商業會議所評議員や、朝鮮博覧会評議員を務めた。敗戦後、同社は清算され、辻本は1949年（昭和24年）大阪で亡くなった。